# Hadik Mihály
Hadik Mihály (Kőszeg, 1670 k. – Lendva, 1733) magyar katona, gróf Hadik András (hadvezér) édesapja, Hadik János miniszterelnök szépapja.

## Élete
Történelmi Turóc vármegyei családból származik, melyből a 16. században több protestáns lelkész került ki. Apja, Hadik  Mihály 1669-ben a Trencsén megyei nemesek listáján szerepel, Jabloniczky Júliával kötött házasságából két fia született. Már apja is mint zászlós Nyitra várának őrségében szolgált, és 1680 táján elesett. Hadik Mihály így tízévesen István nagybátyja gyámsága alá került, amíg egy csatában ő is el nem esett. Előbb a Pálffy-, aztán az Ebergényi-ezredben volt apród, azt követően nyolc esztendeig ezredírnokként szolgált. 1701-től a Nádasdy-ezredben zászlós, majd 1705-től hadnagy, 1709-től pedig kapitány lett egészen 1733-ban bekövetkezett haláláig. 
Hűsége és érdemei jutalmául III. Károly magyar királytól 1720. november 6-án címeres nemesi levelet kapott (címere leírása: „a vért fekete udvarában egy királyi koronán hátulsó lábain oroszlán áll, kettős farkát háta mögött felkondorítva, szájában egy törökfejet üstökénél fogva, első jobb lábában pedig kivont kardot tartva. Ugyanehhez hasonló oroszlán emelkedik ki a vért fölötti sisak koronájából is. Foszladik jobbról ezüst–kék, balról arany–kék". Hadik Mihály 1708. augusztus 10-én feleségül vette a néhány évvel korábban nemesi rangot nyert Hardy Gotfried Franciska nevű leányát, akitől a következő esztendőben megszületett Kőszegen András fia, a későbbi nagy hadvezér és számos fontos állami tisztség viselője.
Ahogyan Hadik Gusztáv az Alsólendvai Hiradó c. hetilap 1890. augusztus 10-i számában a következőket írta: „A népmonda szerint, mely a mi Hadikunk életére vonatkozik, ez fejére a halálos vágást, amely most is látszik, csatában kapta, mely Lendva-lakos, Gyertyános, Kapca falvak és a Mura folyó közötti síkságon vívódott. Hadik Mihály a népmonda szerint személyesen vezette századát, vele harcolt egyetlen fia, a 23 éves Hadik András, akkor Ghilányi huszárezredbeli őrkadett; az ütközet azonban a népmonda szerint a magyar seregre nézve oly szerencsétlenül végződött, hogy Hadik Mihály két halálos sebet kapván fejére, futásba keresett menekülést.”

## Emlékezete
1795-ben a Szentháromság-kápolna renoválásakor egy díszes koporsóban Hadiknak, meglepetésre a múmiáját találták meg, bár nem volt bebalzsamozva. A fakoporsóra az 1733-as évszám volt római számokkal, rézszegekkel kiverve. Utódai Lendva népével együtt szerették volna üvegkoporsóban a kápolna főoltárába helyezni, ám ezt az akkori lendvai plébános, Stirling Antal ellenezte. Szinte biztosra vehető, hogy a különböző katonai műveletekben jeleskedő Hadik Mihály ugyancsak adományozó volt a lendvahegyi Szentháromság-kápolna építésekor, és halála után azért kerülhetett a kápolna alatt megépített, téglaburkolattal ellátott sírboltok egyikébe. Az is valószínű, hogy nagy támogatója volt a kápolna építésének, amelyet a török Magyarországról való kiűzése tiszteletére, különösképpen Kanizsa visszafoglalásának örömére építtetett – más adakozó segítségével – 1727/28-ban. Üvegkoporsóba zárt múmiája ma a kórus alatti részen megtekinthető.